# Notiobiella luisae
Notiobiella luisae är en insektsart som beskrevs av Monserrat 1990. Notiobiella luisae ingår i släktet Notiobiella och familjen florsländor. Inga underarter finns listade i Catalogue of Life.